# Pachycondyla denticulata
Pachycondyla denticulata är en myrart som först beskrevs av Kirby 1896.  Pachycondyla denticulata ingår i släktet Pachycondyla och familjen myror. Inga underarter finns listade i Catalogue of Life.

## Bildgalleri

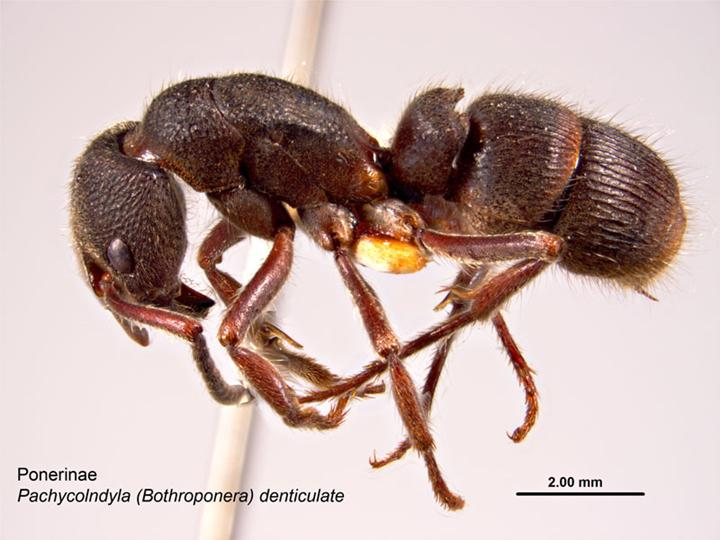